# Petarda

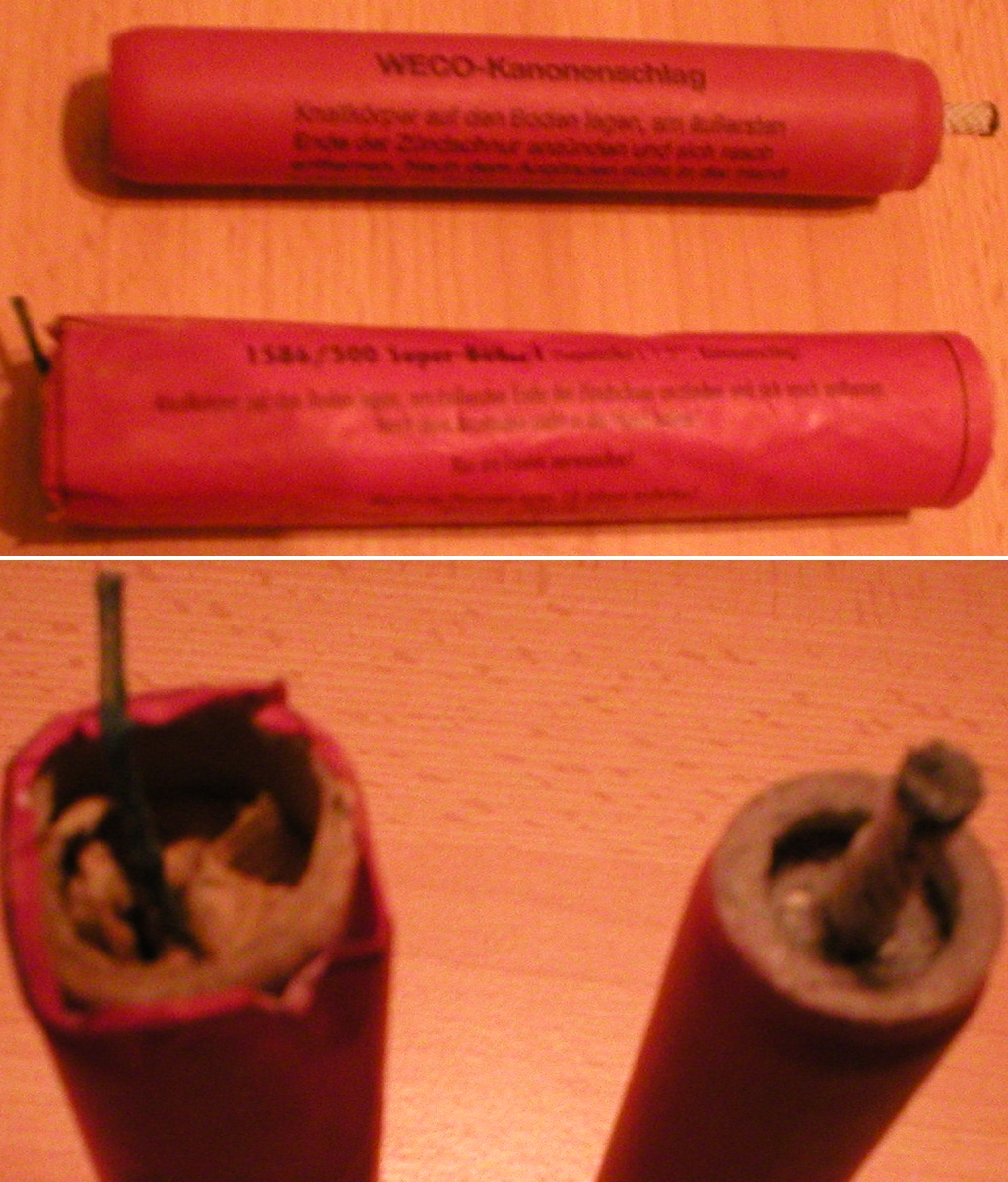
Petardy

Petarda (fr. pétard, pétarade; prowans. petarrada od petar „pierdzieć”) – amunicja imitująca wybuch innego urządzenia pirotechnicznego (granatu, bomby itp.), mająca (przynajmniej w zamyśle) nie czynić szkód, a jedynie efekty świetlne i dźwiękowe. Użyta nieprawidłowo lub niedbale wykonana może doprowadzić do kalectwa (urwania palców, oparzenia, oślepienia), choć nie powinna zabić.
Petarda jest to rodzaj ćwiczebnego granatu ręcznego. Mogą mieć przeznaczenie cywilne lub wojskowe. Może występować w postaci kostki sprasowanego prochu czarnego umieszczonego w cylindrycznym pudełku tekturowym z którego na zewnątrz wyprowadzony jest krótki lont zakończony główką zapałową. Przeznaczone do celów cywilnych nie mają dużej siły niszczycielskiej. Służą zabawie poprzez efekty wizualne i dźwiękowe. Często wydają głośny huk, ponieważ deflagrujący ładunek rozrywa kartonową powłokę. Dawniej (XVI–XVIII w.) petardą nazywano ładunek wybuchowy, którego używano do wysadzania bram w umocnieniach, mostów, krat okiennych i innych obiektów.
Ze względu na sposób odpalenia występują dwa rodzaje: odpalane na lont i na draskę.

## Skład petard
Petardy, jako popularne materiały pirotechniczne, zawierają różne składniki, które decydują o ich właściwościach eksplozywnych i wizualnych. Czarny proch jest podstawą wielu petard i składa się z węgla drzewnego, siarki oraz saletry. Ta mieszanka jest odpowiedzialna za szybkie generowanie gazów i ciepła, co prowadzi do gwałtownego rozprężenia się gazów i wybuchu. Dodatkowo, niektóre petardy wykorzystują mieszanki błyskowe, które zawierają metaliczne związki, takie jak aluminium. Są one odpowiedzialne za efektowne błyski światła towarzyszące eksplozji, co dodaje atrakcyjności wizualnej pokazom pirotechnicznym. Petardy mogą również zawierać utleniacze, które minimalizują efekt świetlny, jednocześnie wzmacniając efekt dźwiękowy. Przykładowy skład to połączenie cyjanku potasu (K₃Fe(CN)₆) i chloranu potasu (KClO₄), które są odpowiedzialne za generowanie głośnego huku. Proporcje tych substancji mogą znacznie różnić się w zależności od rodzaju petardy, przy czym cyjanek potasu może stanowić 31% masy, a chloran potasu nawet 69% masy. Te składniki, choć efektowne, wymagają odpowiedniej ostrożności podczas użytkowania.

## Rodzaje petard
Petardy można podzielić ze względu na sposób odpalania oraz generowany efekt. Pierwszym kryterium podziału jest sposób odpalania, gdzie wyróżniamy petardy draskowe i lontowe. Natomiast pod względem efektów, petardy dzielimy na petardy hukowe, petardy hukowo-błyskowe oraz petardy karabinki.
Rodzaje petard (sposób odpalania):
- Petardy draskowe to popularny typ petard, które generują efekt huku. Są stosunkowo małe i wybuchają z głośnym trzaskiem. Odpalane są od draski.
- Petardy lontowe odpalane są za pomocą lontu, co zwiększa bezpieczeństwo korzystania z nich. Po odpaleniu pirotechniki należy oddalić się na odpowiednią odległość.

Rodzaje petard (efekt):
- Petardy hukowe są zaprojektowane głównie do generowania głośnego huku. Charakteryzują się mocnym wybuchem, różnią się siłą wybuchu oraz czasami dodatkowymi efektami takimi jak crackling.
- Petardy hukowo-błyskowe łączą w sobie efekty dźwiękowe i wizualne. Oprócz generowania głośnego huku, emitują również światło. Efekt wizualny jest jednak zazwyczaj dodatkiem do efektu dźwiękowego
- Petardy karabinki to seria małych petard połączonych ze sobą. Po odpaleniu detonują w szybkiej sekwencji, imitując dźwięk serii wystrzałów z karabinu. Są dostępne w różnych długościach i ilościach strzałów.